# Altglück
Altglück ist ein Ortsteil der Stadt Hennef (Sieg) im Rhein-Sieg-Kreis in Nordrhein-Westfalen. Er befindet sich im Bereich der ehemaligen Grube Altglück.

## Lage
Der Wohnplatz liegt in einer Höhe von 170 Metern über N.N. auf den Hängen des Westerwaldes, aber in einem Tal. Er umfasst zwei Gebäude. Nachbarorte sind im Osten Hanf, im Süden Broich und im Westen Bennerscheid (Stadt Königswinter).

## Geschichte
1910 gab es in Altglück nur den Haushalt Straßenarbeiter Josef Höhner. Damals gehörte der Ortsteil zur Gemeinde Uckerath. Unmittelbar am hier vorbei fließenden Dollenbach, einem linken Zufluss des Hanfbachs, befindet sich eine 1863 erbaute kleine Kapelle.
Im Jahr 1930 erwarb der Unternehmer Adolf Boge das Anwesen. Ende der 1950er-Jahre erscheint dann die Unternehmerfamilie Mülhens (Kölnisch Wasser 4711) als Besitzerin der während des Zweiten Weltkriegs stark beschädigten Gebäude. Nachdem lange Zeit nur noch eine Person in Altglück wohnte, wurde zu Jahresbeginn 2025 niemand mehr mit Wohnsitz in Altglück gemeldet.